# Emil Karl Prokop Ambrozy von Dolfingen
Emil Karl Prokop Ambrozy Edler von Dolfingen, avstrijski general, * 18. januar 1835, † 17. marec 1894.

## Pregled vojaške kariere
Napredovanja
- generalmajor: 1. november 1890 (retroaktivno z dnem 27. oktobrom 1890)